# Curragh (plaine)
Pour les articles homonymes, voir Curragh.

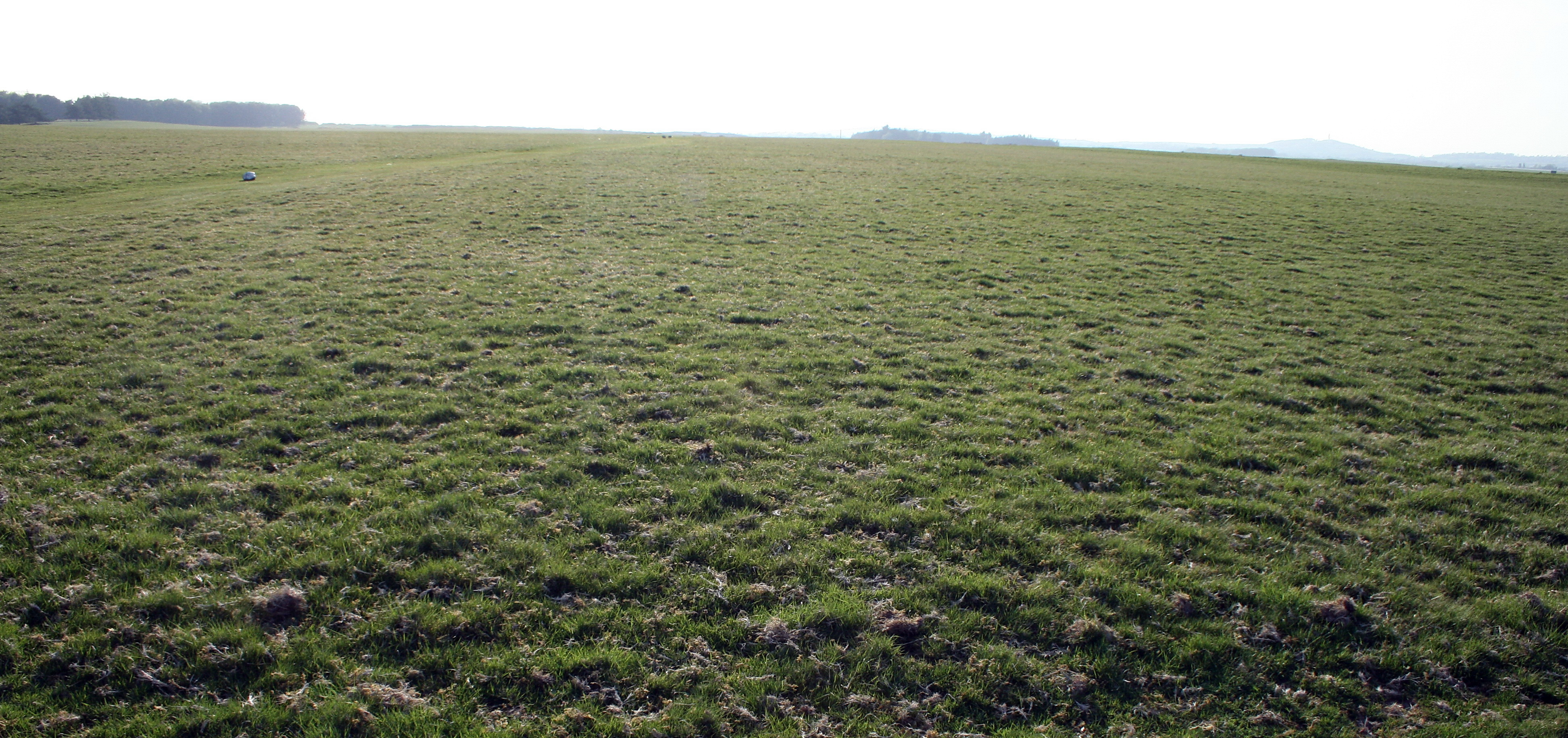
La plaine.

La plaine du Curragh (en irlandais : An Currach prononcé en anglais : [@ n - ' k u rr @ ch]) est une étendue plate de terres à Newbridge, dans le comté de Kildare, connue en Irlande pour être un site réputé pour la reproduction du cheval et l'entraînement. Le Haras national d'Irlande (en) est situé à l'extrémité de la ville de Kildare. La tourbière de Pollardstown, la plus grande en Irlande, et la zone environnante y sont d'un très grand intérêt pour les botanistes et les ornithologistes, plusieurs espèces d'oiseaux et de végétaux s'y rencontrent.
Le sol est sablonneux, formé par un esker ayant déposé une grande quantité de sable et présente donc une bonne porosité.

## Historique

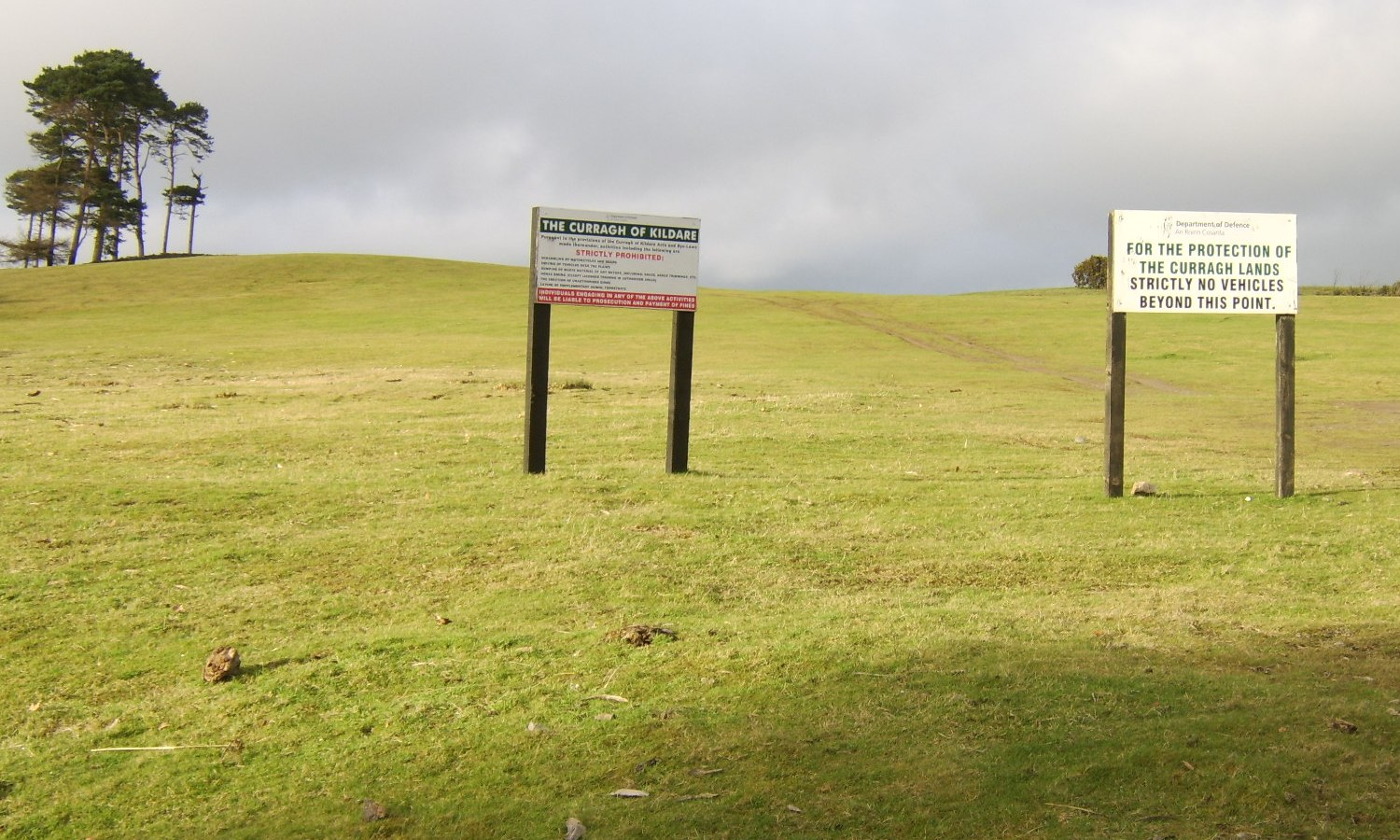
Panneaux d'avertissement sur la plaine du Curragh.